# دانيلو السعيد
دانيلو أندرس السعيد هو لاعب كرة قدم عراقي، من مواليد 24 فبراير 1999، يلعب في مركز خط الوسط في نادي أيك سولنا السويدي.

## روابط خارجية
- دانيلو السعيد على موقع اتحاد النرويج (النرويجية)
- دانيلو السعيد على موقع قاعدة بيانات كرة القدم.إي يو (الإنجليزية)
- دانيلو السعيد على موقع ناشيونال فوتبول تيمز (الإنجليزية)
- دانيلو السعيد على موقع Soccerway.com (الإنجليزية)
- دانيلو السعيد على موقع عالم كرة القدم.نت (الإنجليزية)